# Черноярский, Григорий Иванович
Григорий Иванович Черноярский (1868 — не ранее 1920) — полковник 162-го пехотного Ахалцыхского полка, герой Первой мировой войны. Участник Белого движения, генерал-майор.

## Биография
Сын штабс-капитана. Среднее образование получил в Бакинским реальном училище, где окончил 6 классов.
Окончил Тифлисское пехотное юнкерское училище по 2-му разряду, 27 марта 1889 года был произведен подпоручиком в Дагестанский местный батальон. Позднее был переведен в 255-й Аварский резервный батальон. Произведен в поручики 15 июля 1893 года, в штабс-капитаны — 24 сентября 1900 года.
С началом русско-японской войны, 13 октября 1904 года переведен в 5-й пехотный сибирский Иркутский полк. Произведен в капитаны 5 августа 1905 года. По окончании войны 8 января 1906 года переведен обратно в 255-й Аварский резервный батальон, в 1910 году переформированный в 187-й пехотный Аварский полк.
В Первую мировую войну вступил в должности помощника командира батальона. Произведен в подполковники 11 декабря 1914 года «за отличия в делах против неприятеля», в полковники — 21 мая 1915 года «за отличия в делах против неприятеля». Удостоен ордена Св. Георгия 4-й степени
За то, что, временно командуя 185-м пехотным Башкадыкларским полком, в непрерывных боях с 28 мая по 4 июня 1916 года, лично, не только управляя командуемым полком, но и неоднократно находясь в стрелковых цепях полка под губительным ружейным, пулеметным и ураганным артиллерийским огнем, овладел сильно укрепленной и минированной позицией австрийцев на высоте 384 у д. Бобулинце, отбросил противника за р. Стрыпу, перейдя которую с полком вброд, овладел не только левым берегом р. Стрыпы, но решительным ударом во фланг обратил австрийцев в бегство, захватив в этих боях 4 орудия (из них 2 — действовавших), 30 пулеметов, 2 миномета и пленных: 126 офицеров и 4423 нижних чинов австрийцев.
9 сентября 1916 года назначен командиром 162-го пехотного Ахалцыхского полка.
В Гражданскую войну участвовал в Белом движении на Юге России в составе Добровольческой армии и ВСЮР. Состоял в Сводном Саратовском пехотном полку, летом 1919 года — начальник офицерской группы Государственной стражи в Царицыне. Произведен в генерал-майоры 18 апреля 1920 года на основании Георгиевского статута.
Дальнейшая судьба неизвестна. Был женат, имел двух сыновей и трех дочерей.

## Награды
- Орден Святого Станислава 3-й ст. (ВП 28.07.1900)
- мечи и бант к ордену Св. Станислава 3-й ст. (ВП 17.12.1906)
- Орден Святой Анны 3-й ст. (1909)
- Орден Святого Станислава 2-й ст. (ВП 9.03.1913)
- мечи к ордену Св. Станислава 2-й ст. (ВП 7.01.1915)
- Орден Святой Анны 2-й ст. с мечами (ВП 27.07.1915)
- Орден Святого Владимира 4-й ст. с мечами и бантом (ВП 03.08.1915)
- мечи и бант к ордену Св. Анны 3-й ст. (ВП 31.10.1915)
- Орден Святой Анны 4-й ст. с надписью «за храбрость» (ВП 27.09.1916)
- Орден Святого Георгия 4-й ст. (ВП 26.01.1917)
- старшинство в чине полковника с 27 февраля 1914 года (ВП 23.05.1916)